# Acamar
Acamar (theta Eridani) is een ster in het sterrenbeeld Eridanus (Rivier Eridanus).